# Pancuran Gerobak
Pancuran Gerobak is een bestuurslaag in het regentschap Sibolga van de provincie Noord-Sumatra, Indonesië. Pancuran Gerobak telt 5247 inwoners (volkstelling 2010).